# De dag dat het zonlicht niet meer scheen
De dag dat het zonlicht niet meer scheen is een Nederlandstalige single van de Belgische band Arbeid Adelt! uit 1982.
De  B-kant van de single was het liedje Het Amusementsbedrijf.
Deze debuutsingle van Arbeid Adelt! leidde al meteen tot een conflict met John Terra die een schlager met dezelfde titel had uitgebracht.

## Meewerkende artiesten
- Muzikanten
  - Jan Vanroelen (gitaar, keyboards)
  - Luc Van Acker (gitaar)
  - Marcel Vanthilt (keyboards, zang)